# Balanophyllia diademata
Balanophyllia diademata är en korallart som beskrevs av van der Horst 1927. Balanophyllia diademata ingår i släktet Balanophyllia och familjen Dendrophylliidae.
Artens utbredningsområde är Indiska oceanen. Inga underarter finns listade i Catalogue of Life.